# Julian Eltinge
Julian Eltinge, nato William Julian Dalton (14 maggio 1881 – New York, 7 marzo 1941), è stato uno showman, cabarettista e attore statunitense.

## Biografia
Nacque in Massachusetts nel 1881.
Apparve per la prima volta a Broadway nel 1904 in abiti femminili, nella commedia musicale Mr. Wix of Wickham, per la produzione teatrale di Edward E. Rice. Incominciò a lavorare anche nel mondo del vaudeville. A differenza di molti attori del tempo specializzati in  imitazioni femminili, tra cui Bert Savoy, Eltinge non impersonava la donna in maniera caricaturale, ma dava l'illusione di essere a tutti gli effetti una donna. Andò in tournée semplicemente come "Eltinge", lasciando per alcuni il suo sesso sconosciuto. Le sue performance includevano balli, canti, scambi di costume in un gioco di ruoli che finiva quando l'artista si toglieva la parrucca, rivelando al pubblico, spesso inconsapevole, di essere un uomo.
Nel 1906 debuttò nei teatri di Londra, esibendosi anche davanti al re Edoardo VII. 
Nel 1911 nei teatri di New York interpretò The Fascinating Widow.  Il suo successo gli consentì di avere un teatro intitolato a lui, l'Eltinge Theatre, aperto nel 1912 nel Theater District e progettato dall'architetto Thomas W. Lamb. Tuttavia Eltinge non si esibì mai nell'edificio omonimo, che divenne con gli anni una casa di burlesque. 
Altre sue commedie teatrali di quegli anni furono The Crinoline Girl e Cousin Lucy, in scena tra il 1914 e il 1915. Girò anche le versioni cinematografiche di entrambe le commedie. Tuttavia il primo successo in ambito cinematografico dell'artista fu The Countess Charming (1917), in cui interpretava sia un uomo che una donna. La sua popolarità gli valse il soprannome di "Mr. Lillian Russell", in onore dell'attrice.
Stabilitosi a Hollywood, realizzò altri film e al contempo lavorò nel vaudeville. Recitò al fianco di Rodolfo Valentino nel film An Adventuress (1920).
Come altre figure del mondo dello spettacolo, la sua carriera subì un brusco rallentamento in concomitanza della Grande depressione, dal 1929. Negli anni '30 inoltre, le imitazioni femminili e il vaudeville persero popolarità. In quegli anni vi furono poi nuove leggi per abolire il travestimento in pubblico e quindi la sua attività venne completamente oscurata. Eltinge si arrangiò esibendosi nei night-club con poco successo.
Morì nel 1941, all'età di 59 anni, a causa di un'emorragia cerebrale.

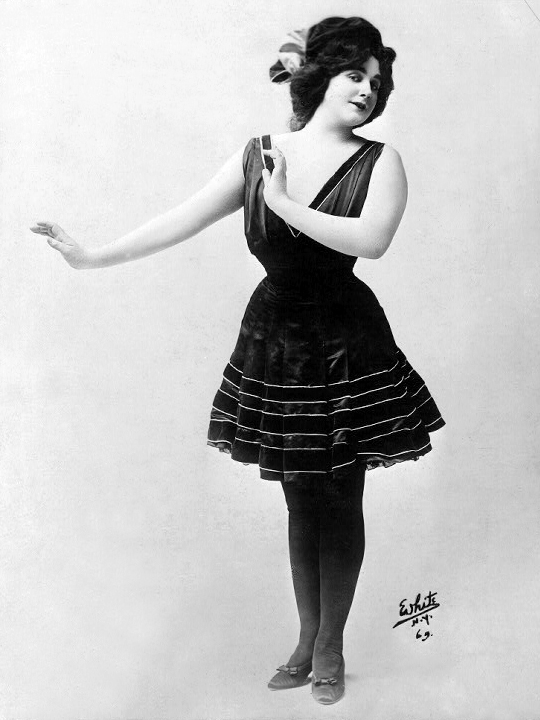
Eltinge in The Fascinating Widow (1911)

## Filmografia parziale
- The Countess Charming, regia di Donald Crisp (1917)
- The Clever Mrs. Carfax, regia di Donald Crisp (1917)
- The Widow's Might, regia di William C. de Mille (1918)
- An Adventuress, regia di Fred J. Balshofer (1920)
- Madame Behave, regia di Scott Sidney (1925)
- Maid to Order, regia di Elmer Clifton (1931)
- Se fosse a modo mio (If I Had My Way), regia di David Butler (1940)

## Teatro
- Mr. Wix of Wickham (1904)
- The Fascinating Widow (1911)
- The Crinoline Girl (1914)